# Дев Пател
Дев Пате́л (англ. Dev Patel; 23 квітня 1990, Лондон, Велика Британія) — британський актор індійського походження, найбільш відомий за ролями Джамаля у фільмі «Мільйонер із нетрів» і Анвара в серіалі «Скінс». У 2008 році був номінований на премію BAFTA за найкращу чоловічу роль у фільмі «Мільйонер із нетрів».

## Біографія
Народився в Харроу, Лондон, Англія. Він не лише актор, але і майстер бойових мистецтв. Обидва його батьків — вихідці з Кенії, але коріння у Дева індійське.
Розпочав свою кінокар'єру наприкінці 2006 року, почавши зніматися в підлітковому серіалі «Молокососи (Skins)» (2007—2008). Але найбільшу популярність йому принесла роль Джамала Маліка у фільмі режисера Денні Бойла «Мільйонер із нетрів» (2008).
За роль у цьому фільмі Дев Патель був номінований на премії «BAFTA», «Black Reel», «Image Award» та інші.
Також він був нагороджений такими преміями, як «British Independent Film Award», «Critics Choice Award», «CFCA Award», «NBR Award» і «PFCS Award».
Сам актор зізнається, що мати віддала його на бойові мистецтва, щоб знайти вихід бурхливої енергії дитини і направити її на більш мирний лад. Дев Патель — професійний спортсмен, він займав призові місця на багатьох міжнародних змаганнях, має чорний пояс тхеквондо.
2023 року став виконавчим продюсером і зіграв головну роль бізнесмена Аріфа Накві у мінісеріалі Miramax «The Key Man» та приєднався до Олівії Колман у фільмі «Wicker».

## Фільмографія

### Актор
| Рік       |    | Українська назва                   | Оригінальна назва                         | Роль                         |
| --------- | -- | ---------------------------------- | ----------------------------------------- | ---------------------------- |
| 2007—2008 | с  | Скінс                              | Skins                                     | Анвар (18 серій)             |
| 2008      | ф  | Мільйонер із нетрів                | Slumdog millionare                        | Джамаль                      |
| 2010      | ф  | Останній володар стихій            | The Last Airbender                        | принц Зуко                   |
| 2011      | ф  |                                    | The Best Exotic Marigold Hotel            | Соні Капур                   |
| 2012      | ф  |                                    | About Cherry                              | Ендрю                        |
| 2012—2014 | с  | Новини                             | The Newsroom                              | Ніл Семпет (25 серій)        |
| 2014      | ф  |                                    | The Road Within                           | Алекс                        |
| 2015      | ф  |                                    | The Second Best Exotic Marigold Hotel     | Сонні Капур                  |
| 2015      | ф  | Робот Чаппі                        | Chappie                                   | Деон                         |
| 2015      | ф  | Людина, яка пізнала нескінченність | The Man Who Knew Infinity                 | Срініваса Рамануджан         |
| 2016      | ф  | Лев                                | Lion                                      | Сару                         |
| 2018      | ф  | Готель Мумбаї                      | Hotel Mumbai                              | Арджун                       |
| 2018      | ф  | Весільний Гість                    | The Wedding Guest                         | Джей                         |
| 2019      | с  | Сучасне кохання                    | Modern Love                               | Джошуа (2 серії)             |
| 2019      | ф  | Історія Девіда Коперфілда          | The Personal History of David Copperfield | Девід Копперфілд             |
| 2019      | мф | Я втратив своє тіло                | I Lost My Body                            | Наофель (англійський дубляж) |
| 2021      | ф  | Легенда про Зеленого лицаря        | The Green Knight                          | Сер Ґавейн                   |
| 2023      | кф | Чудова історія Генрі Шугара        | The Wonderful Story of Henry Sugar        | доктор Чаттерджі             |
| 2024      | ф  | Манкімен                           | Monkey Man                                | Манкімен                     |
| 2025      | ф  | Пастка для кроликів                | Rabbit Trap                               | Дарсі Девенпорт              |

### Режисер, сценарист, продюсер
| Рік  |   | Українська назва | Оригінальна назва | Роль                         |
| ---- | - | ---------------- | ----------------- | ---------------------------- |
| 2024 | ф | Манкімен         | Monkey Man        | режисер, сценарист, продюсер |

## Цікаві факти
З 2009 до 2014 року зустрічався з колегою по фільму «Мільйонер із нетрів» — актрисою Фрідою Пінто.